# فولتون كيوكيندل
فولتون كيوكيندل (بالإنجليزية: Fulton Kuykendall)‏ ولد في 10 يونيو 1953 في كورونادو في الولايات المتحدة – 15 فبراير 2024) هو لاعب كرة قدم أمريكية أمريكي.

## وصلات خارجية
- فولتون كيوكيندل على موقع مرجع كرة القدم المحترفة.كوم (الإنجليزية)